# 456 (szám)
A 456 (római számmal: CDLVI) egy természetes szám.

## A szám a matematikában
A tízes számrendszerbeli 456-os a kettes számrendszerben 111001000, a nyolcas számrendszerben 710, a tizenhatos számrendszerben 1C8 alakban írható fel.
A 456 páros szám, összetett szám, kanonikus alakban a 23 · 31 · 191 szorzattal, normálalakban a 4,56 · 102 szorzattal írható fel. Tizenhat osztója van a természetes számok halmazán, ezek növekvő sorrendben: 1, 2, 3, 4, 6, 8, 12, 19, 24, 38, 57, 76, 114, 152, 228 és 456.
Középpontos ötszögszám. Tizennyolcszögszám. Ikozaéderszám. Hétszögalapú piramisszám.
A 456 négyzete 207 936, köbe 94 818 816, négyzetgyöke 21,35416, köbgyöke 7,69700, reciproka 0,0021930. A 456 egység sugarú kör kerülete 2865,13250 egység, területe 653 250,21002 területegység; a 456 egység sugarú gömb térfogata 397 176 127,7 térfogategység.